# Trois etudes de concert opus 47
Trois etudes de concert is een verzameling etudes voor pianosolo's gecomponeerd door Agathe Backer-Grøndahl. Er verschenen al eerder dergelijke verzamelingen van haar. De drie etudes werden in 1901 uitgegeven door Edition Wilhelm Hansen in Kopenhagen (nrs. 12906/12908), maar ze stonden twee jaar eerder al op papier (opus 48 werd namelijk in december 1899 al uitgegeven). De reden van deze vertraging is niet bekend.
De drie etudes zijn:
- nr. 1 in allegro in D majeur in 4/4-maat
- nr  2 in con fuoco in a mineur in 4/4-maatsoort
- nr. 3 in molto animato in E majeur in 2/4-maat

Martin Knutzen aan wie de etudes zijn opgedragen voerde ze uit tijdens een concert op 2 februari 1901, terwijl de bladmuziek zich nog in manuscriptvorm bevond.  De componiste heeft zelf nummer 3 in een drietal concerten uitgevoerd.